# Курт Расселл
Курт Фо́гель Ра́сселл (англ. Kurt Vogel Russell; нар. 17 березня 1951, Спрингфілд, Массачусетс) — американський кіноактор, відомий своїми численними ролями у фантастичних стрічках та бойовиках 1980-х і 1990-х років.

## Біографія

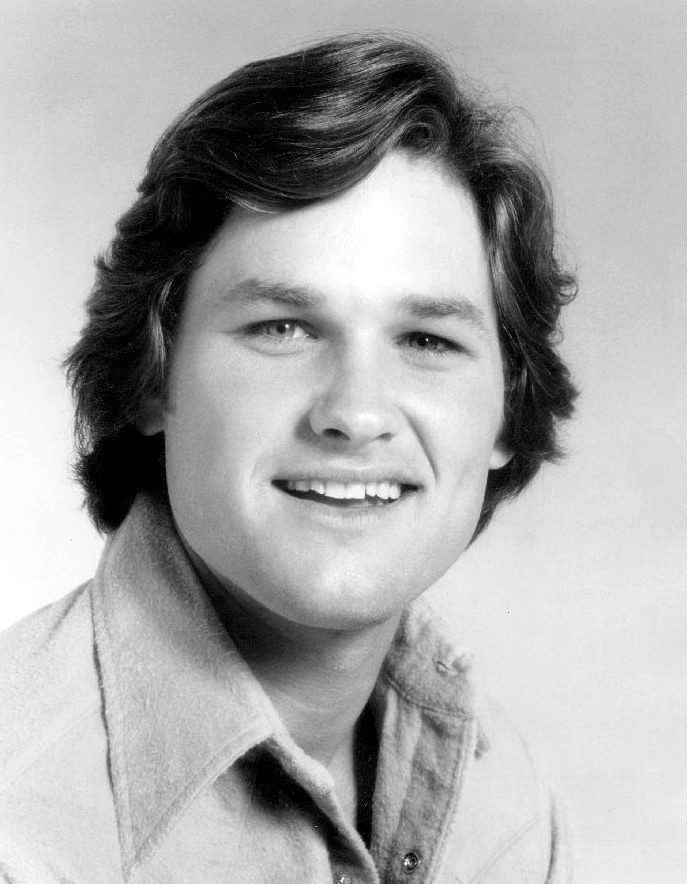
1974

Народився 17 березня 1951 року в Спрингфілді, Массачусетс, США. Його батько Бінг Рассел був професійним бейсболістом.
Замолоду теж грав за команду «California Angels», але розрив плечового м'яза, що трапився 1973 р., поклав край цьому захопленню.

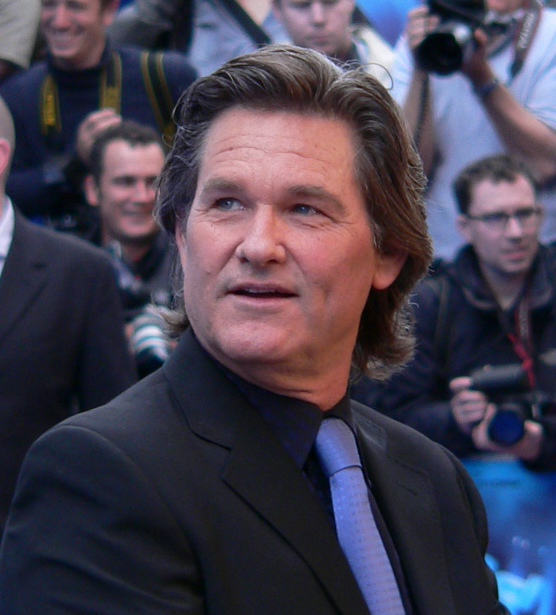

Курт майже «виріс» на знімальному майданчику, дебютувавши в 11 років у телесеріалі «Наша людина Гігінс». Після цього він став «постійною дитиною» у фільмах студії Волта Діснея, що уклала з ним десятирічний контракт. На фільмуванні комедії «Це трапилося на Всесвітньому ярмарку» (1963), він грав «хлопчика, що штовхає Елвіса Преслі», а через роки виконав роль самого короля рок-н-ролу в фільмі Джона Карпентера «Елвіс» (1979). 1967 р. під час фільмування музичної комедії «Єдиний оригінальний сімейний оркестр» він уперше побачив 22-річну актрису Голді Хоун (Курту тоді ледве минуло 16 років) — через роки (1983 р.) вони складуть одну з рідкісних ідеально вірних голівудських пар. Фільмом, який остаточно з'єднає їх, стане ретро-мелодрама Джонатана Деме «Зміна партнерів у ритмі свінгу» (1984). Вони відокремлено живуть у великому заміському маєтку площею
біля 30 гектарів й виховують двох синів — Бостона (від першого шлюбу Расселла з акторкою Сизен Хаблі) й Вайята (названого так на честь легендарного шерифа з Дикого Заходу Вайята Ерпа, ролю якого Курт Расселл зіграв 1994 р. у вестерні Джорджа Косматоса «Тумстоун»).
Расселл доходив літ — як актор і людина — основне, в численних телесеріалах. Кінозіркою Курта зробила доленосна зустріч із Джоном Карпентером, який після телевізійного «Елвіса» запропонував йому головну роль в жорстокій фантастичній антиутопії «Втеча з Нью-Йорка» (1981). Бунтар із не дуже далекого постапокаліптичного майбутнього на ім'я Плискин, на прізвисько Змій, увійшов до пантеону культових персонажів світового кіна. До речі, в довгожданому продовженні, що вийшло тільки 1996 р. «Втечі з Лос-Анджелеса» Расселл постав вже не тільки як виконавець, але й продюсер, і сценарист. «Втеча з Нью-Йорка» вдало вписалася в модну лінію брутальних малобюджетних екшен-фільмів, початок якої поклав австралійський «Шалений Макс».
Обдарований майстер Карпентер, наділений власним оригінальним стилем, вирішив іти второваною (цього разу «Чужим») стежкою й у своєму наступному проєкті «Щось» (1982) знов із Расселом у ролі мужнього супергероя в головній ролі. Наступний спільний
проєкт Карпентера — Расселла «Великий переполох у малому Китаї» (1986) виявився іронічнішим. Критика, що захоплювалася деколи шоковим натуралізмом попередніх стрічок тандему, поставилася до «Переполоху» негативно, не бажаючи акцептувати Расселового героя в новому, полегшено-несерйозному амплуа.
У Куртовій фільмографії є й комедії, на зразок «За бортом» (1987), де він знов зіграв разом з любою дружиною Голді, й соціальні драми, наприклад, заснований на реальних подіях «Силквуд (1983, номінація на „Золотий Глобус“) Майка» Николса. Але в гостросюжетних фільмах дії бачити Расселла звичніше. Різні режисери використовували неабиякий талант Курта перевтілюватися на сильних духовно й фізично героїв бойовика. В «Поганому сезоні» (1984) Филипа Борсоса йому дісталася роль відважного репортера кримінальної хроніки, що вплутався в малоприємну «кримінальну сторію». В Рона Говарда в трилері «Вогненний вихор» (1991) він грав звитяжного пожежника, що не тільки рятує від вогню майно мирних громадян, але й викриває хитро продуманий злочин маніяка-одинака. (Грав, до речі, дуже достовірно — не дарма в передфільмувальний період Расселл майже ночував в пожежній чоті Чикаго).
У віртуозному психотрилері Джонатана Каплана «Незаконне вторгнення» (1992) герой Расселла рятував свою сім'ю від маніяка в поліційній формі. Унікальний випадок — найневразливіший з усіх екранних костоламів Стівен Сіґал гинув упродовж перших 15 хвилин фільму «Ухвала про ліквідацію» (1996), зате Курт Расселл (Blockbuster Entertainment Awards) залишався цілий і неушкоджений, борючись зі злом аж до фінальних титрів.
Нарешті, єдиний досвід схильного до вишуканих психологічних віньєток Андрія Кончаловського в грубому жанрі бойовика пов'язаний з іменами Сильвестра Сталлоне і Курта Расселла — у фільмі «Танго і Кеш» (1989). Курт замінив вибулого з проєкту Патріка Свейзі.
У другій половині 90-х Расселл фільмувався в кіно не так часто, воліючи не експериментувати з іміджем, а працювати у вже опанованому амплуа. Наприклад, фантастичний бойовик Пола Андерсона «Солдат» (1998) став не дуже вдалою спробою повторити успіх дилогії Карпентера. Колись добрий Расселів приятель режисер Рон Шелтон спеціально для нього написав сценарій спортивної драми «Даремський бик», але, за наполяганням продюсерів, зафільмував зрештою Кевіна Костнера. А 2001 Расселл і Костнер зафільмувалися разом у вдалому (Razzie Awards, номінація) трилері «3000 миль до Грейсленда».

## Фільмографія

### Актор
| Рік       |     | Українська назва                                    | Оригінальна назва                               | Роль                                   |
| --------- | --- | --------------------------------------------------- | ----------------------------------------------- | -------------------------------------- |
| 1962      | с   | Денніс мучитель                                     | Dennis the Menace                               | Кевін                                  |
| 1962      | с   | Шоу Діка Пауелла                                    | The Dick Powell Show                            | хлопчик / Вернон                       |
| 1963      | с   | Сем Бенедикт                                        | Sam Benedict                                    | Кнут                                   |
| 1963      | ф   | Це трапилося на Всесвітньому ярмарку                | It Happened at the World's Fair                 | хлопчик                                |
| 1963      | с   | Одинадцята година                                   | The Eleventh Hour                               | Пітер Голл                             |
| 1963      | с   | Наша людина Гіггінс                                 | Our Man Higgins                                 | Боббі                                  |
| 1963—1964 | с   | Подорож Джеймі МакФітерса                           | The Travels of Jaimie McPheeters                | Джеймі МакФітерс                       |
| 1964      | с   | Агенти U.N.C.L.E.                                   | The Man from U.N.C.L.E.                         | Крістофер Ларсон                       |
| 1964—1966 | с   | Утікач                                              | The Fugitive                                    | Едді / Філіп Жерар-молодший            |
| 1964—1965 | с   | Вірджинець                                          | The Virginian                                   | Енді Деннинг / Тобі Ши                 |
| 1964—1974 | с   | Димок зі ствола                                     | Gunsmoke                                        | Бак Генрі / Пакі Керлін                |
| 1965      | ф   | Диявольські стрільці                                | Guns of Diablo                                  | Джеймі МакФітерс                       |
| 1965      | с   | Острів Гіллігана                                    | Gilligan's Island                               | хлопчик                                |
| 1965—1969 | с   | Деніел Бун                                          | Daniel Boone                                    | різні ролі                             |
| 1966      | с   | Легенда про Джессі Джеймса                          | The Legend of Jesse James                       | Елік Гарт                              |
| 1966      | с   | Ларедо                                              | Laredo                                          | Грей Смокі                             |
| 1966      | с   | Загублені в космосі                                 | Lost in Space                                   | Куано                                  |
| 1966      | с   | ФБР                                                 | The F.B.I.                                      | Ден Вінслоу                            |
| 1966      | ф   | За мною, хлопці!                                    | Follow Me, Boys!                                | Вайті                                  |
| 1967      | с   | Дорога на захід                                     | The Road West                                   | Джей Бейкер                            |
| 1967—1972 | с   | Діснейленд                                          | Disneyland                                      | Річ Еванс / рядовий Віллі Прентісс     |
| 1968      | ф   | Один єдиний насправді оригінальний сімейний оркестр | The One and Only, Genuine, Original Family Band | Сідні Бауер                            |
| 1968      | ф   | Кінь у фланелевому сірому костюмі                   | The Horse in the Gray Flannel Suit              | Ронні Гарднер                          |
| 1969      | ф   |                                                     | Guns in the Heather                             | Річ                                    |
| 1969      | ф   | Комп'ютер у кросівках                               | The Computer Wore Tennis Shoes                  | Декстер                                |
| 1969      | с   | Потім прийшов Бронсон                               | Then Came Bronson                               | Вільям П. Ловерінг                     |
| 1970      | с   | Високий чагарник                                    | The High Chaparral                              | Ден Рондо                              |
| 1970      | с   | Любов по-американськи                               | Love, American Style                            | Джонні                                 |
| 1970      | кф  | Тато... я можу взяти Автомобіль?                    | Dad... Can I Borrow the Car?                    | оповідач                               |
| 1970      | с   |                                                     | Storefront Lawyers                              | Джеррі Патмана                         |
| 1971      | с   | Кімната 222                                         | Room 222                                        | Тім                                    |
| 1971      | ф   | Босий керівник                                      | The Barefoot Executive                          | Стівен Пост                            |
| 1971      | ф   | Парад дурнів                                        | Fools' Parade                                   | Джонні Джесус                          |
| 1972      | ф   | Зараз ви побачите його, зараз вас не стане          | Now You See Him, Now You Don't                  | Декстер Райлі                          |
| 1973      | ф   | Чарлі та ангел                                      | Charley and the Angel                           | Рей Ферріс                             |
| 1973      | ф   | Супертато                                           | Superdad                                        | Барт                                   |
| 1973      | с   | Любовна історія                                     | Love Story                                      | Скотт                                  |
| 1974      | с   | Гек Ремсі                                           | Hec Ramsey                                      | Маттіас Кейн                           |
| 1974      | с   | Нова земля                                          | The New Land                                    | Бо Ларсен                              |
| 1974—1975 | с   | Поліцейська історія                                 | Police Story                                    | офіцер Девід Сінгер / Джей Ді Кроуфорд |
| 1975      | с   | Гаррі О                                             | Harry O                                         | Тодд Конвей                            |
| 1975      | ф   | Найсильніша людина у світі                          | The Strongest Man in the World                  | Декстер Райлі                          |
| 1975      | тф  | Пошук богів                                         | Search for the Gods                             | Шан Маллінс                            |
| 1975      | тф  | Вежа смерті                                         | The Deadly Tower                                | Чарльз Вітман                          |
| 1976      | тф  | У пошуках пригод                                    | The Quest                                       | Моргана Бодін                          |
| 1976      | тф  | Довгий перегін                                      | The Quest: The Longest Drive                    | Моргана Бодін                          |
| 1976      | ф   | Бранець: Довга поїздка 2                            | The Captive: The Longest Drive 2                | Моргана Бодін                          |
| 1976      | с   | У пошуках пригод                                    | The Quest                                       | Моргана Бодін                          |
| 1977      | с   | Відділ 5-О                                          | Hawaii Five-O                                   | Пітер Волчек                           |
| 1977      | тф  | Різдвяне диво                                       | Christmas Miracle in Caufield, U.S.A.           | Джонні                                 |
| 1979      | тф  | Елвіс                                               | Elvis                                           | Елвіс Преслі                           |
| 1980      | тф  | Бурштинові хвилі                                    | Amber Waves                                     | Лоуренс Кендалл                        |
| 1980      | ф   | Вживані автомобілі                                  | Used Cars                                       | Руді Руссо                             |
| 1981      | ф   | Втеча з Нью-Йорка                                   | Escape from New York                            | Змій Пліскін                           |
| 1981      | мф  | Лис і мисливський пес                               | The Fox and the Hound                           | Купер                                  |
| 1982      | ф   | Щось                                                | The Thing                                       | Ар Джей Макріді                        |
| 1983      | ф   | Сілквуд                                             | Silkwood                                        | Дрю Стівенс                            |
| 1984      | ф   | Перезмінка                                          | Swing Shift                                     | Майка «Лакі» Локхарт                   |
| 1985      | ф   | Поганий сезон                                       | The Mean Season                                 | Малкольм Андерсон                      |
| 1986      | ф   | Найкращі часи                                       | The Best of Times                               | Ріно Гайтауер                          |
| 1986      | ф   | Великий переполох у малому Китаї                    | Big Trouble in Little China                     | Джек Бертон                            |
| 1987      | ф   | За бортом                                           | Overboard                                       | Дін Проффітт                           |
| 1988      | ф   | П'яний світанок                                     | Tequila Sunrise                                 | Фресція                                |
| 1989      | ф   | Суворі люди                                         | Winter People                                   | Вейланд Джексон                        |
| 1989      | ф   | Танго і Кеш                                         | Tango & Cash                                    | лейтенант Габріель Кеш                 |
| 1991      | ф   | Зворотна тяга                                       | Backdraft                                       | Стівен Маккефрі / Денніс Маккефрі      |
| 1992      | ф   | Незаконне вторгнення                                | Unlawful Entry                                  | Майкл Карр                             |
| 1992      | ф   | Капітан Рон                                         | Captain Ron                                     | Капітан Рон                            |
| 1993      | ф   | Тумстоун                                            | Tombstone                                       | Вайт Ерп                               |
| 1994      | ф   | Форрест Гамп                                        | Forrest Gump                                    | Елвіс Преслі                           |
| 1994      | ф   | Зоряна брама                                        | Stargate                                        | полковник Джек О'Нілл                  |
| 1996      | ф   | Наказано знищити                                    | Executive Decision                              | доктор Девід Грант                     |
| 1996      | ф   | Втеча з Лос-Анджелеса                               | Escape from L.A.                                | Змій Пліскін                           |
| 1997      | ф   | Дорогою                                             | Breakdown                                       | Джеффрі Тейлор                         |
| 1998      | ф   | Солдат                                              | Soldier                                         | Тодд 3465                              |
| 2001      | ф   | 3000 миль до Грейсленда                             | 3000 Miles to Graceland                         | Майкл Зан                              |
| 2001      | ф   | Ванільне небо                                       | Vanilla Sky                                     | доктор Кертіс Маккейб                  |
| 2002      | ф   | Траса 60                                            | Interstate 60: Episodes of the Road             | капітан Айвз                           |
| 2002      | ф   | Похмурий сум                                        | Dark Blue                                       | Елдон Перрі                            |
| 2004      | ф   | Міраж на льоду                                      | Miracle                                         | Герб Брукс                             |
| 2004      | ф   | Джиміні Глік в Ля-ля-вуді                           | Jiminy Glick in Lalawood                        | у ролі самого себе                     |
| 2005      | ф   | Вищий пілотаж                                       | Sky High                                        | Стів Фортеця / Командир                |
| 2005      | ф   | Мрійник                                             | Dreamer: Inspired by a True Story               | Бен Крейн                              |
| 2006      | ф   | Посейдон                                            | Poseidon                                        | Роберт Рамсі                           |
| 2007      | ф   | Грайндхаус                                          | Grindhouse                                      | каскадер Майк                          |
| 2007      | ф   | Доказ смерті                                        | Death Proof                                     | каскадер Майк                          |
| 2007      | кф  | Кутласс                                             | Cutlass                                         | тато                                   |
| 2011      | ф   | Шлях назад                                          | Touchback                                       | тренер                                 |
| 2013      | ф   | Мистецтво крадіжки                                  | The Art of the Steal                            | Крунч Калхун                           |
| 2015      | ф   | Форсаж 7                                            | Fast & Furious 7                                | Френк Петті / містер Ніхто             |
| 2015      | ф   | Кістяний томагавк                                   | Bone Tomahawk                                   | шериф Франклін Гант                    |
| 2015      | ф   | Мерзенна вісімка                                    | The Hateful Eight                               | Джон «Вішатель» Рут                    |
| 2016      | ф   | Глибоководний горизонт                              | Deepwater Horizon                               | Брендон                                |
| 2017      | ф   | Форсаж 8                                            | Fast 8                                          | Френк Петті / містер Ніхто             |
| 2017      | ф   | Вартові галактики 2                                 | Guardians of the Galaxy Vol. 2                  | Еґо                                    |
| 2017      | ф   |                                                     | Crypto                                          | Мартін Дуран старший                   |
| 2018      | ф   | Різдвяні хроніки                                    | The Christmas Chronicles                        | Санта-Клаус                            |
| 2019      | ф   | Одного разу в… Голлівуді                            | Once Upon A Time In Hollywood                   | Ренді Міллер та оповідач               |
| 2019      | док |                                                     | QT8: The First Eight                            | Грає себе                              |
| 2020      | ф   | Різдвяні хроніки 2                                  | The Christmas Chronicles: Part Two              | Санта-Клаус                            |
| 2021      | ф   | Форсаж 9                                            | Fast 9                                          | Френк Петті / містер Ніхто             |
| 2021      | мс  | А що як...?                                         | What If...?                                     | Его                                    |
| 2023—...  | с   | Монарх: Спадщина монстрів                           | Monarch: Legacy of Monsters                     | Лі Шоу                                 |
| 2025      | мф  | Смурфи                                              | Smurfs                                          | Рон                                    |

### Сценарист, продюсер
| Рік  |    | Українська назва          | Оригінальна назва | Роль                  |
| ---- | -- | ------------------------- | ----------------- | --------------------- |
| 1996 | ф  | Втеча з Лос-Анджелеса     | Escape from L.A.  | сценарист, продюсер   |
| 2005 | тф | 14 годин                  | 14 Hours          | виконавчий продюсер   |
| 2012 | кф | Втеча від порядку денного | The Escape Agenda | сценарист (персонажі) |